# Саудовско-хорватские отношения
Саудовско-хорватские отношения — двусторонние международные отношения между Саудовской Аравией и Хорватией. Дипломатические отношения были установлены 18 июня 1995 года. Саудовская Аравия не представлена в Хорватии, но гражданам, что нуждаются в помощи, рекомендуется обращаться в посольства Саудовской Аравии в Сараево (Босния и Герцеговина). Хорватия представлена в Саудовской Аравии через свое посольство в Каире (Египет).
В августе 2014 принц Аль-Валид ибн Талал Аль Сауд посетил Хорватию, где встретился с президентом Иво Йосиповичем и министром экономики Иваном Врдоляком. Принц выразил свое желание инвестировать в туризм Хорватии.
В своем обращении к прессе он сказал: «За последние 6 лет Хорватия прошла через некоторые трудности [экономический кризис]. Вместо того, чтобы делать акцент на негативе, я предпочитаю подчеркнуть положительные стороны: у вас есть стабильность, хороший президент, демократия, свобода прессы, свобода слова и очень хорошая система налогообложения. Я вижу, что вы до сих пор не привлекаете достаточно иностранных инвесторов, но я также вижу, что вы усердно трудитесь над этим. Ваша система налогообложения должна стать более привлекательной в сравнении с другими странами, вам надо уменьшить бюрократию и быть более агрессивными в привлечении инвестирования. Я всегда ищу возможности, в любых странах, и в Хорватии я вижу, что чрезвычайно важным является сектор туризма. Доходы от туризма Хорватии составили около 6 млрд евро, у вас было 10 млн гостей. В этом есть потенциал, который я ищу».
Хорватия экспортирует в Саудовскую Аравию военное оборудование. В 2013 году она экспортировала оружия на около 15 млн евро (1,1 млрд кун).